# Паприка (специя)

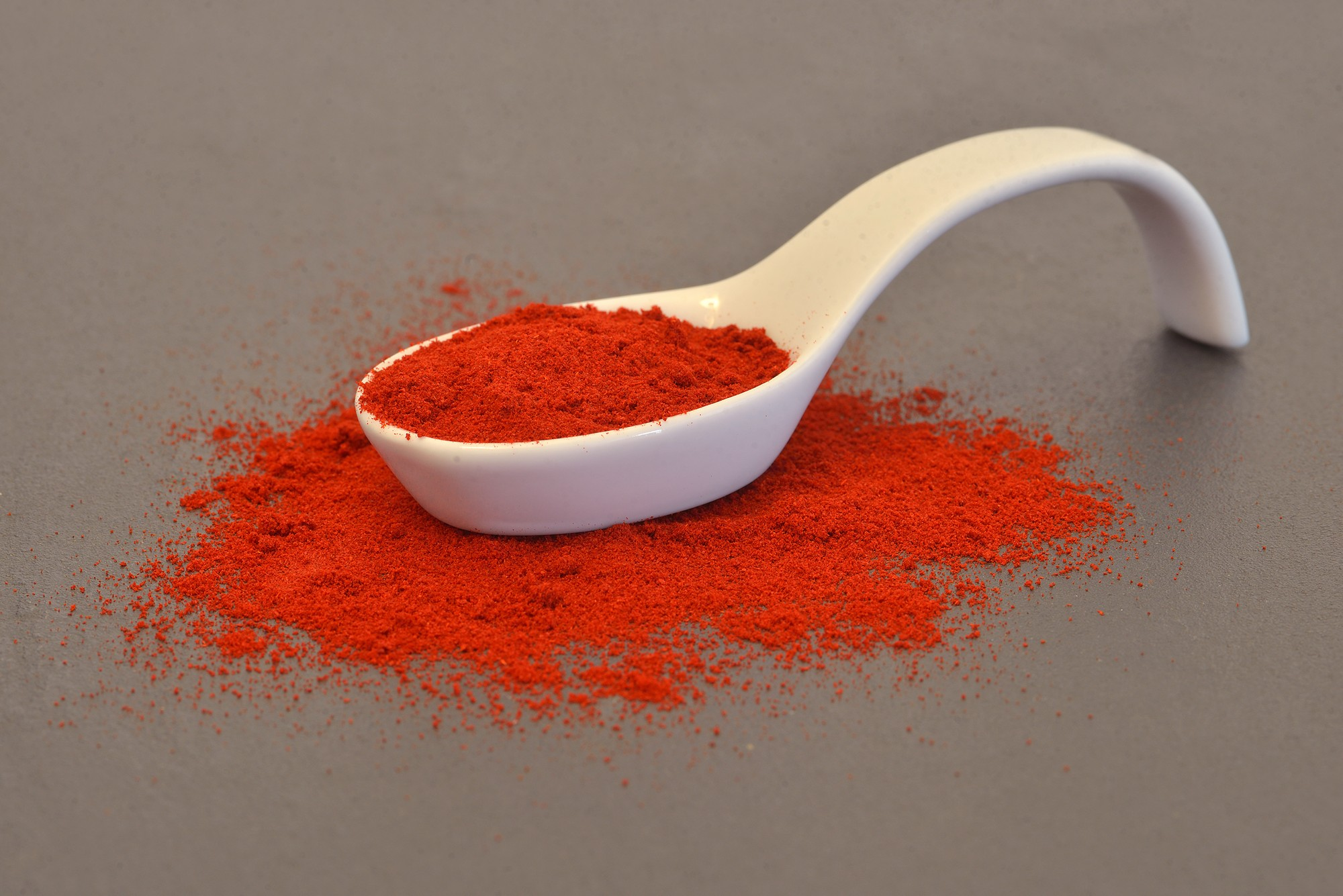
Порошок паприки

Па́прика — порошкообразная пряность из сладких (нежгучих или слабожгучих) сортов стручкового перца (Capsicum annuum). Это ароматный порошок ярко-красного цвета, обладающий сладковатым вкусом с горчинкой.

## История
Родина красного стручкового перца — Южная Америка. Культивируется также в Испании, Турции, США и Венгрии. В Европу паприка была завезена Колумбом, он называл её «индейской красной солью». В XVI веке черный молотый перец ценили на вес золота, им потчевали королей и знатных вельмож. Простые люди не могли позволить себе купить эту пряность в связи с высокой стоимостью, поэтому они начали использовать паприку из недавно завезенного красного перца. В Венгрии о ней узнали в XVII веке. И на сегодняшний день там производят семь сортов паприки. Наибольшим спросом пользуется более острая приправа, при её изготовлении семена из плодов не вынимают. Для изготовления порошка плоды красного перца сначала сушат, а потом размалывают.
Острота порошка паприки определяется пропорцией, в которой используются перечные семена, содержащие капсаицин, и перегородки-мембраны из стручков. В зависимости от использованного сорта и доли семян порошок можно условно разделить на разные категории по остроте. По шкале Сковилла паприка может иметь от 0 до 1000 единиц.
Красный стручковый перец, из которого изготавливается паприка, выращивается преимущественно в Венгрии, США, Испании и Турции, при этом Венгрия является основным поставщиком паприки. Паприка была завезена в Европу из Центральной Америки, но при выращивании красного перца в другом климате потеряла часть остроты и стала более сладкой.

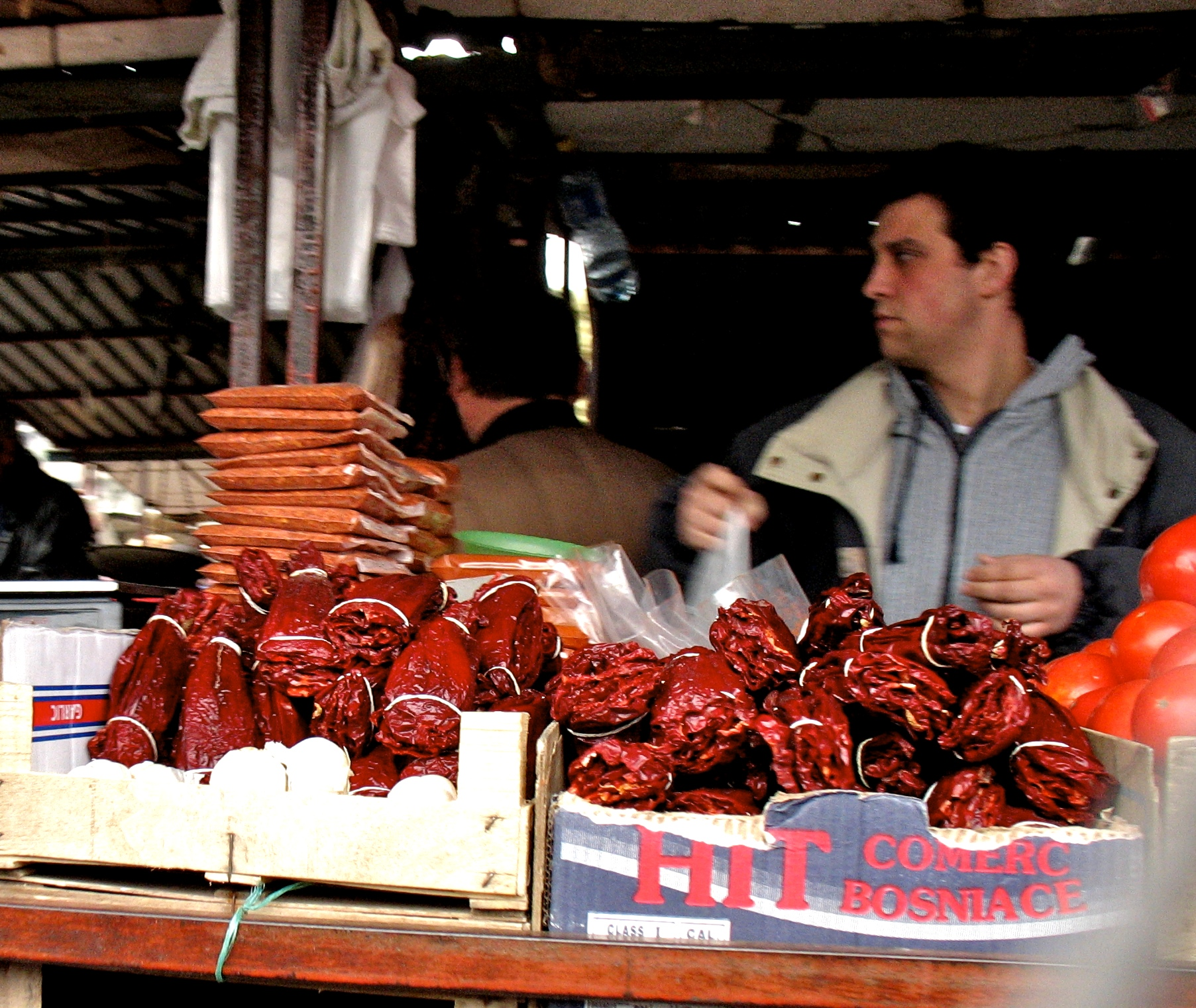
Продажа паприки на рынке (в молотом виде и сушёных стручков)

В молотой паприке содержится сахар, поэтому при её поджаривании без необходимого количества жидкости паприка быстро карамелизуется и подгорает. Из-за пониженного по сравнению с другими видами перца содержания ароматических веществ паприка также используется как краситель при производстве мясных продуктов, в частности, колбасы.

## Виды паприки
В Венгрии, где паприка получила наибольшее употребление, по пряности, остроте и вкусу она разделяется на семь основных видов (каждый вид производится из разных сортов перца):
- деликатесная паприка — от светло- до темно-красного цвета, почти не острая, средней степени помола.
- благородная сладкая паприка — популярный сорт темно-красного цвета, обладает тонким ароматом, слегка острая, средней степени помола.
- полусладкая паприка — светло-матового красного цвета, средней остроты, сладкая на вкус; имеет высокое содержание сахара, карамелизация которого не позволяет поджаривать её в жире.
- специальная паприка — ярко-красная сладкая специя тонкого помола с мягким вкусом; имеет высокое содержание сахара.
- розовая паприка — бледно-красного цвета, средней степени помола с сильным ароматом и средней остротой.
- нежная паприка — от светло- до темно-красного цвета порошок помола средней тонкости, лишенная остроты, но с мягким вкусом.
- острая паприка — желто-коричнево-красная специя помола средней тонкости обжигающей остроты.

## Содержание
| Дозировка              | Энергетическая ценность | Белки  | Углеводы | Жиры  |
| ---------------------- | ----------------------- | ------ | -------- | ----- |
| 100 граммов паприки    | 1502 кДж                | 14,8 г | 34,9 г   | 13 г  |
| 1 чайная ложка паприки | 132 кДж                 | 1,5 г  | 3,5 г    | 1,3 г |

Химический состав: капсаицин, жирные масла, красящие компоненты каротиноиды, сахар, белок, минеральные вещества, эфирные масла, витамины А, С, B9, K, E.